# Identità (scienze sociali)
Il concetto d'identità, nella sociologia, nelle scienze etnoantropologiche e nelle altre scienze sociali riguarda la concezione che una persona ha di sé stessa sul piano individuale e su quello sociale, quindi l'identità è l'insieme di caratteristiche specifiche che rendono l'individuo unico e inconfondibile, e quindi ciò che ci rende diversi dall'altro. L'identità non è immutabile, ma si trasforma con la crescita e i cambiamenti sociali.

## Storia
Le attuali teorie dell'identità sono sorte nell'ambito della logica identitaria aristotelica per cui A=A e non è possibile che A sia diverso da A. Esistono invece anche teorie logiche della non identità, che quindi contemplano la trasformazione. La più importante di queste è la logica hegeliana. Ralph Waldo Emerson ha invece proposto una filosofia della non-identità personale in senso perfezionistico morale: il perfezionista è sempre alla ricerca del suo prossimo sé, "non ancora raggiunto ma raggiungibile". 
Nel XX secolo, Pirandello problematizzò l'identità personale in modo esemplare nel romanzo Uno, nessuno e centomila.
In quegli stessi anni Alfred Korzybski propose un sistema Non-A, non aristotelico, dove ciascun ente o persona va sempre definito non in quanto tale, ma in quanto riferito allo specifico periodo di tempo in cui esiste. 

## Caratteristiche
L'identità riguarda, per un verso, il modo in cui l'individuo considera e costruisce se stesso come membro di determinati gruppi sociali: nazione, classe sociale, livello culturale, etnia, genere, professione, e così via; e, per l'altro, il modo in cui le norme di quei gruppi fanno sì che ciascun individuo si pensi, si comporti, si situi e si relazioni rispetto a se stesso, agli altri, al gruppo a cui afferisce e ai gruppi esterni intesi, percepiti e classificati come alterità.

## Il processo di formazione
Il processo di formazione dell'identità si può distinguere in quattro componenti: di identificazione, di individuazione, di imitazione e di interiorizzazione. Con la prima il soggetto si rifà alle figure rispetto alle quali si sente uguale e con le quali condivide alcuni caratteri; produce il senso di appartenenza a un'entità collettiva definita come "noi" (famiglia, patria, gruppo di pari, comunità locale, nazione fino ad arrivare al limite all'intera umanità). Con la componente di individuazione il soggetto fa riferimento alle caratteristiche che lo distinguono dagli altri, sia dagli altri gruppi a cui non appartiene (e, in questo senso, ogni identificazione/inclusione implica un'individuazione/esclusione), sia dagli altri membri del gruppo rispetto ai quali il soggetto si distingue per le proprie caratteristiche fisiche e morali e per una propria storia individuale (biografia) che è sua e di nessun altro. 
Attraverso l'imitazione, che è intesa come attività di riproduzione conscia e inconscia di modelli comportamentali, l'individuo si muove in maniera differente all'interno della società a seconda del contesto sociale in cui si trova. Infine, l'interiorizzazione permette al soggetto di creare un'immagine ben precisa di sé grazie all'importanza che hanno i giudizi, gli atteggiamenti, i valori e i comportamenti degli altri sui noi stessi.

## Tipologie

### Identità come corpo
Il corpo è inteso come il mediatore tra noi e il mondo, una conoscenza incorporata, un "Habitus" (Pierre Bourdieu). Si definisce antropopoiesi (Francesco Remotti) la modifica del corpo per motivazioni culturali, serve alla persona a definire la propria identità rispetto agli altri, a mostrare alla società in che fase della vita si trova.
Le differenze anatomiche tra maschio e femmina sono la prima base classificatoria e per la differenziazione culturale e sociale. La separazione, esclusione, distinzione tra sessi è applicata attraverso simboli, pratiche e attribuzioni di ruoli reali ed immaginarie.
Da evidenziare al riguardo il paradosso della nave di Teseo e il paradosso del sorite.

### Identità multiple
Tutti noi rivestiamo più ruoli, di conseguenza abbiamo un'identità multipla, definita come identità sociale.
È opportuno, infatti, chiarire che l'identità è contestuale e relazionale, cioè essa può variare in base al contesto, al ruolo che si intende assumere in tale contesto ed alla posizione, autodeterminata o meno, che si gioca (o ci viene fatta giocare dagli altri con le loro identità) all'interno della rete di relazioni e percezioni (simmetriche ed asimmetriche) al cui interno ci si trova inscritti ed attivi.
Esempio: Quando entro in una chiesa quella che conta è la mia identità religiosa e non quella etnica o professionale.
Proprio per questa molteplicità, perché possa essere compreso il concetto di identità è necessario assumere, allora, che vi debba essere un elemento di riferimento: l'alterità.

### Identità in positivo ed in negativo
Molte persone sono orgogliose del gruppo in cui si identificano, che fornisce loro un senso di appartenenza ad una comunità, e per converso tendono a nutrire un rifiuto per i gruppi che considerano esterni o altri, in misura variabile in base al grado di vicinanza o lontananza dell'altro dal proprio. Sono quindi presenti due aspetti dell'identità.
Un primo aspetto dell'identità si può avere in positivo come senso di appartenenza, per esempio gli scienziati sociali e storici parlano di identità nazionale per gli abitanti di un particolare paese. Una differente modalità è quella con cui le femministe parlano di identità di genere, sottintendendo così una doppia tipologia di classificazione, in cui sono presenti risvolti ideologici. Infatti, ad una prima classificazione positiva del tipo "come siamo (come io sono)" si contrappone una più potente classificazione negativa del tipo "come io non sono (come noi non siamo)". Ambedue le classificazioni presentano delle limitazioni.
Lì dove la classificazione positiva produce uno sforzo di definizione intellettuale (con il rischio di calcificare l'identità museificandola), la classificazione negativa occulta in sé il pericolo di attribuire all'esterno le qualità o caratteristiche negative non gradite (come nella primitiva difesa dell'io denominata 'proiezione'), creando alterità ad hoc in cui vedere riflessi quei tratti che la propria identità ideale ha reso tabù o riconosce come amoralità, primitivismo, arretratezza, illogicità, alogicità, immoralità, difetti, illegalità, peccati, etc.

### Identità fluide
Z. Bauman, nella sua opera La modernità liquida (Laterza, Bari, 1992) definisce la perdita dei confini identitari contestualizzati nell'epoca della post-modernità. In sintesi, se si perdono alcuni riferimenti essenziali per il proprio Io, si vanno a perdere i propri confini identitari, ossia culturali, religiosi, etnici, etc.
Nella sociologia delle migrazioni è un concetto importante quello delle identità fluide transnazionali (di Shiller e Basch).
Estremamente pericoloso è l'uso che dell'identità può fare la politica, per esempio nel caso del nazionalismo spinto all'eccesso, che lega sentimenti di appartenenza a lealismi verso un determinato apparato statale, non di rado conculcando minoranze e spingendo a manifestazioni di xenofobia e a conflitti con paesi confinanti.
Un importante contributo alla comprensione delle dinamiche di costruzione dell'identità sociale, e degli specifici processi psicosociali con cui questa determina i rapporti intergruppi, i processi di nazionalismo, razzismo e xenofobia viene dalla psicologia sociale, ed in particolare dalla teoria dell'identità sociale di Henri Tajfel.

### Identità in rete
Autori quali Elizabeth Reid, Amy Bruckman e Sherry Turkle hanno approfondito gli effetti delle nuove tecnologie sull'identità personale nella società dell'informazione, dando una lettura profondamente correlata alle teorie postmoderniste più radicali: il soggetto, comunicando in rete in assenza del proprio corpo, potrebbe sperimentare liberamente con la propria identità, che diventa così fluida e multipla. Tale forma di sperimentazione avrebbe degli effetti fondamentali anche "off-line", dal momento che il soggetto, interagendo con gli altri attraverso identità alternative, avrebbe a disposizione per costruire se stesso risorse simboliche che altrimenti gli sarebbero precluse.
Questo approccio è stato però criticato per la sua incapacità di rendere conto dell'importanza delle relazioni sociali. Da una parte, infatti, riconosce come gli effetti decostruttivi dell'interazione in rete sarebbero tanto più intensi quanto più le identità costruite online assumono importanza agli occhi dei soggetti, e le identità assumono tanta più importanza quanto più sono inserite in relazioni stabili e durature nel tempo. Dall'altra però, l'approccio non riesce a spiegare come sia possibile costruire relazioni stabili e durature nel tempo, mentre gli utenti continuano a moltiplicare o a trasformare la propria identità (ad esempio, cambiando genere).

### Identità di copertura
Identità sotto cui si cela, per fini strategici e per evitare la compromissione, un agente, che si avvale a tale fine anche di una storia di copertura, ossia di un insieme di precedenti biografici e professionali diversi da quelli reali. Può essere assunta sia da persone in ambito privato per celare la vera identità, che in ambito di operazioni di Sicurezza Nazionale o Polizia. In quest'ultimo, nell’ambito del Sistema di informazione per la sicurezza della Repubblica, l’uso di documenti e certificati di copertura da parte degli operatori dei servizi di informazione deve essere autorizzato dal Direttore generale del Dipartimento delle informazioni per la sicurezza, previa comunicazione al Presidente del Consiglio dei ministri o all’Autorità delegata, ove istituita.